# Film pornografic

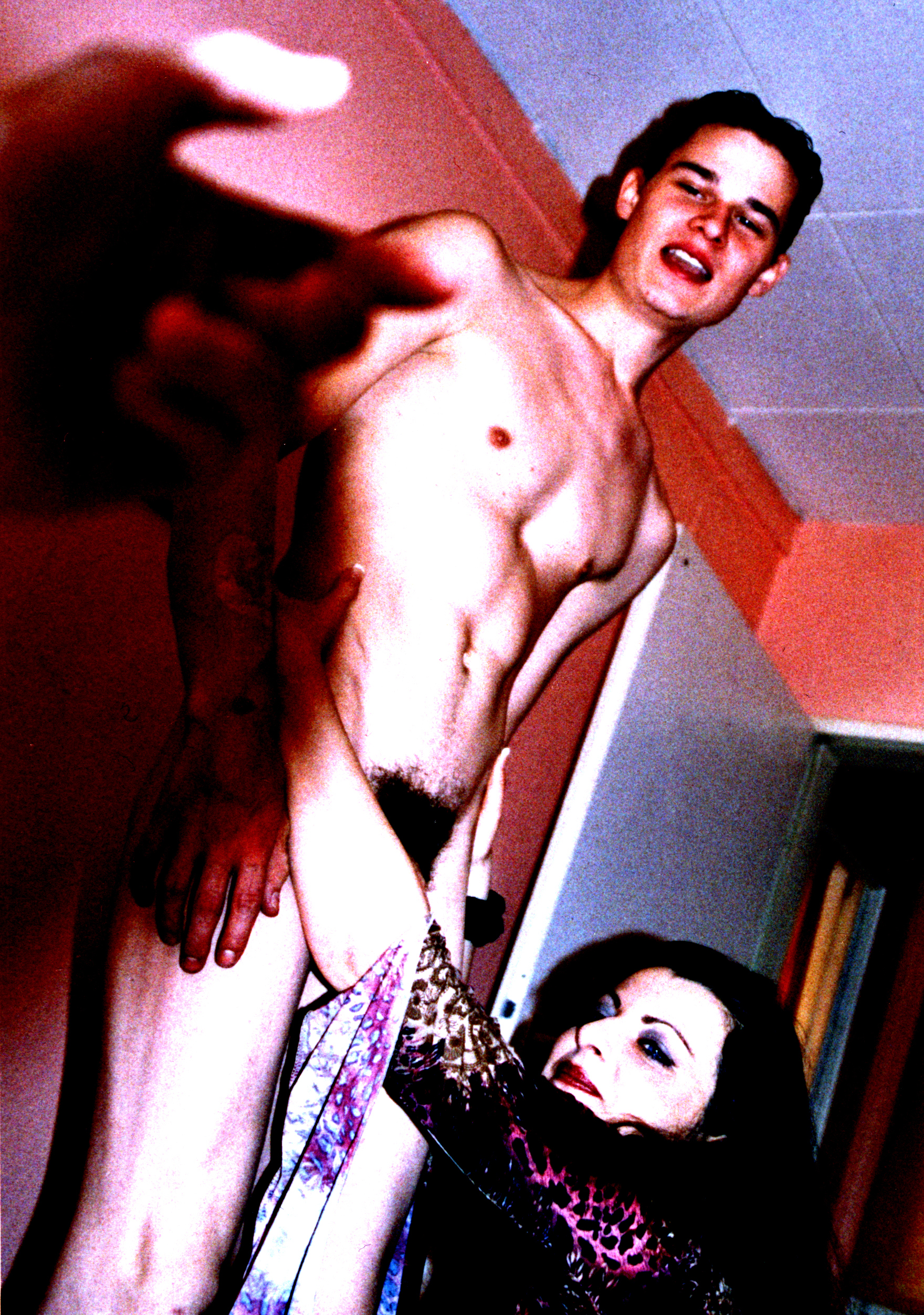
Scenă dintr-un film porno german

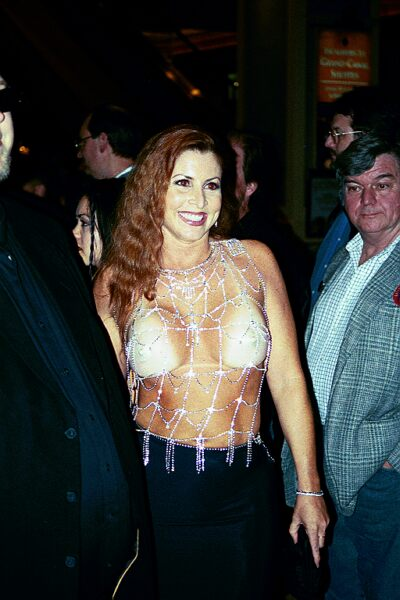
Star porno Shanna McCullough

Filmul pornografic, denumit și Film porno, Film erotic sau Film XXX, este o producție care conține scene unde actele sexuale umane sunt explicit și deliberat redate, cu scopul de a duce la excitarea sexuală a spectatorului.

## Descriere
Pot fi:
- Filme cu heterosexuali
- Filme cu gay sau lesbiene
- Filme cu transexuali

Pot fi realizate de amatori fără nici un scenariu, sau de profesioniști în baza unui scenariu.
Pe lângă sex normal în diferite poziții, mai pot conține și acte de felație, contact sexual anal, fetișism, sado-masochism, gerontofilie, zoofilie, necrofilie.
Mai sunt cunoscute ca filme XXX, cu recomandarea a fi prezentate persoanelor care au depășit majoratul la ore târzii, peste ora 23.
Și pentru acest gen de cinematografic se organizează anual festivaluri de film.
Astfel în America de Nord, la Las Vegas, anual de 24 de ani se organizează un festival de film numit "Adult Video News", un echivalent al Premiului Oscar. Acest festival, "Adult Video News", recompensează anual cei mai de succes actori și actrițe, cele mai bune scene XXX, dar și cei mai buni producători americani în domeniul pornografiei.
În Europa, la Berlin, de ceva timp se ține un festival european al filmului porno la care premiul se numește "Venus Awards".